# Trajanópolis (Trácia)

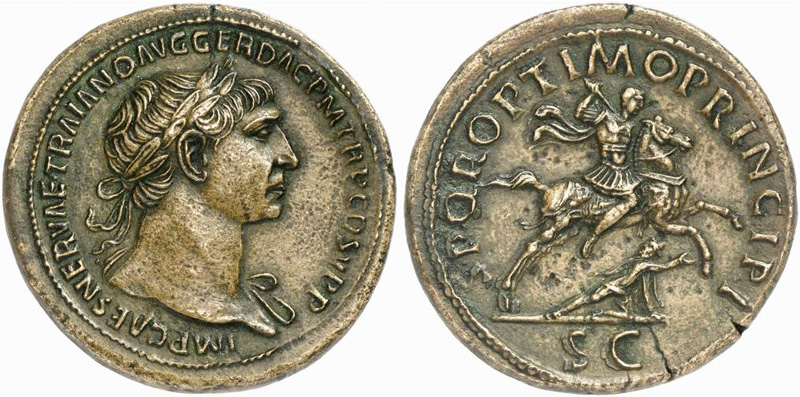
Denário com efígie de Trajano r.

Trajanópolis (em grego: Τραϊανούπολης; romaniz.: Trajanoúpolis; em latim: Trajanopolis; em búlgaro: Orichovo) foi uma antiga cidade romano-bizantina da unidade municipal homônima, na unidade regional de Evros, na periferia da Macedônia Oriental e Trácia, na Grécia. Foi fundada por ou em nome do imperador romano Trajano (r. 98–117) provavelmente sobre o sítio duma antiga colônia grega chamada Dorisco. Dada sua localização em meio ao importante sistema de estradas do Império Romano, prosperou e tornou-se uma grande cidade.
Pelo séculos III-IV, foi transformada na capital da província de Ródope e tornou-se uma metrópole eclesiástica. Permaneceu proeminente até o período bizantino tardio quando foi concedida pelos cruzados como um apanágio para Anselmo de Courcelles e foi saqueada por Joanitzes  da Bulgária (r. 1197–1207). Durante o século XIV, foi repetidamente saqueada por invasores, vindo a ser completamente abandonada pelo período ou, no mais tardar, durante o século XV. Suas ruínas estão localizadas próximo a moderna vila de Lutrá Trajanópolis.

## História
Trajanópolis foi fundada por ou em nome do imperador romano Trajano (r. 98–117), à época da fundação de Plotinópolis, fundada e nomeada em nome da imperatriz Plotina, como parte da politica provincial e distrital que visava a urbanização da Trácia. Como o historiador D. R. Samsaris supõe, o critério para a escolha de seu sítio foi, além de seus recursos termais, sua excelente posição no sistema de estradas dos Bálcãs e do Império Romano em geral. Ela localizava-se equidistantemente entre Tempira e Cípsela, provavelmente sobre o sítio da antiga cidade trácia de Dorisco, seguindo o modelo grego de pólis e o helenístico de sinecismo, implicando que incorporou todas as vilas circundantes. Como toda povoação grega, tinha sua própria zona rural (cora) que provavelmente se estendeu, no sentido leste-oeste, do sopé da cordilheira do Ródope ao rio Evros, e no sentido norte-sul, da moderna Sufli à "cora santa" da Samotrácia. A respeito da organização de sua cora há um marco miliário danificado, datado de 202, no qual são listadas todas as vilas que compunham sua periferia. Nele pode-se ler os nomes: Celerva ou Celevai, Rúptulo, Pilémolo, Corsanto e Estrime.
Em pouco tempo, Trajanópolis tornou-se um florescente centro urbano, em parte graças a seu pertencimento ao circuito de cidades que compunham a Via Egnácia, a estrada romana que por séculos ligou Dirráquio e Apolônia à Bizâncio/Constantinopla. No final de século III, durante as reformas de Diocleciano (r. 284–305), converteu-se na capital da província de Ródope. Apesar disso, é omitida na descrição do século IV da Trácia feita por Amiano Marcelino, na qual ele afirma que as principais cidades do Ródope eram Maximianópolis, Maroneia e Eno. Segundo a "Carta para o Solitário" (em latim: Epistola ad Solitarios) de Atanásio do século IV, um bispado foi estabelecido na cidade e, desde pelo menos o século V, Trajanópolis era uma metrópole da província eclesiástica do Ródope. Michel Le Quien cita em sua obra o nome de vários bispos trajanopolitanos: Teódulo, perseguido pelos arianos no século IV; Sinclécio, um amigo do arcebispo constantinopolitano João Crisóstomo; Pedro, que esteve presente no Primeiro Concílio do Éfeso de 431 e assinou a carta dos bispos orientais pró-Nestório; Basílio, que esteve no Concílio da Calcedônia de 451;[a] Abundâncio e Elêusio, bispos respectivamente em 521 e 553.
Sob o imperador bizantino Justiniano (r. 527–565), Trajanópolis foi reparada. Em torno de 640, tinha duas sés sufragâneas sob sua jurisdição, enquanto que, pelo começo do século X, havia sete. No século X, sob o imperador Constantino VII Porfirogênito (r. 913–959), a cidade ainda era importante. Em 1077, durante a revolta contra o imperador Miguel VII Ducas (r. 1071–1078) e seu primeiro-ministro Niceforitzes, foi o ponto de encontro das tropas rebeldes lideradas pelos irmãos João e Nicéforo Briênio e durante o reinado de Aleixo I Comneno (r. 1081–1118) pertenceu às propriedades de seu filho Isaac Comneno. Em 1204, com a conquista de Constantinopla pela Quarta Cruzada, ela, Macri e Vira (atual Feres) foram concedidas como apanágio para Anselmo de Courcelles, sobrinho do cronista cruzado Godofredo de Vilearduin. Dois anos depois, em 1206, o czar Joanitzes  da Bulgária (r. 1197–1207) começou a saquear e destruir as cidades da Trácia, incluindo Trajanópolis. Na obra de Le Quien há o registro dum bispo trajanopolitano, chamado Cudumenes, para cerca de 1270.
Em 1329, um frota turca de 70 navios proveniente de Esmirna desembarcou no delta do Evros e saqueou Trajanópolis e Vira. O imperador bizantino Andrônico III Paleólogo (r. 1328–1341), que estava em Didimoteico, enviou o grande doméstico João Cantacuzeno para impedi-los, tendo ele conseguido dispersá-los sem, porém, garantir com isso a permanência da população na cidade, que à época estava quase deserta. Este evento foi seguido pela Guerra civil bizantina de 1341-1347, um conflito travado entre Ana de Saboia (r. 1326–1341), a imperatriz-viúva de Andrônico III, e João Cantacuzeno (com aliados turcos) pelo controle do império. Durante o conflito, talvez em 1343 segundo Stilpon Kyriakides, Trajanópolis foi destruída, tendo permanecido deserta desde então; apesar disso, há a referência ao nome dum bispo, chamado Germano, para o ano 1352. Segundo Konrad Mannert, teria sido destruída pelos turcos no século XV. Em 1564, há uma menção dum bispo residente de Maroneia, chamado Gabriel, que proclamava-se "metropolita de Trajanópolis", indicando que, com a destruição da cidade, o título de metropolita foi transferido para a vizinha Maroneia. Atualmente Trajanópolis é listada dentre as sés titulares da Igreja Católica.

## Arqueologia

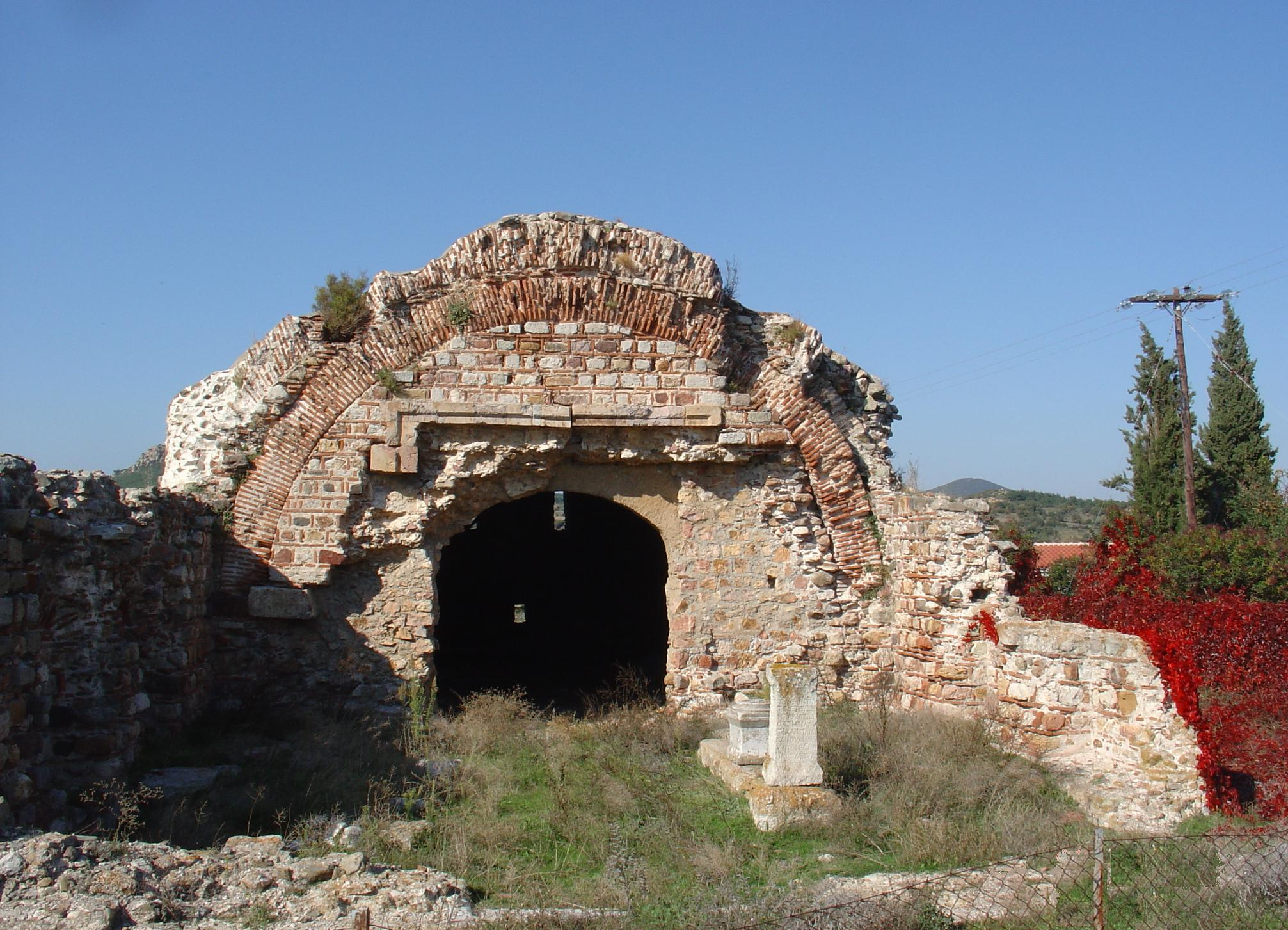
Ruínas do Hana de Gazi Evrenos

Segundo Konrad Mannert, após a destruição da cidade pelos turcos, suas ruínas permaneceram sem qualquer exame. No século XVIII, Paul Lucas, durante uma de suas viagens exploratórias, descobriu resquícios dum aqueduto pertencente a Trajanópolis. Apesar disso, a cidade só foi de fato descoberta e identificada no século XIX por Auguste Viquesnel e A. Dumont; a identificação foi possível somente devido a descoberta duma inscrição bizantina nas termas na qual se pode ler "Trajanopó[lis] ... Macedônia" (em grego: Τραϊανουπό[λει] ... Μακεδονίας; romaniz.: Traianoupó[les] ... Makedonías). Pouco foi escavado desde sua descoberta, sendo a temporada mais importante a de agosto de 1995, que revelou 13 túmulos; ela foi motivada por reformas agendadas numa rodovia que vinha de Salonica. Dentre os achados encontrados nas escavações estão inscrições, moedas, muitas delas com efígies do rio Evros personificado, o pedestal duma estátua de Marco Aurélio (r. 161–180), um relógio solar[b] e abundante material de construção. Grande parte destes objetos está atualmente abrigado no Museu Arqueológico de Comotini.
A área murada do sítio localiza-se próximo às termas da vila moderna de Lutrá Trajanópolis, descendo a Colina de São Jorge ao lado das fontes termais. O cemitério de Trajanópolis está localizado a leste da muralha e ocupa uma grande área, que estende-se do sopé da Colina de São Jorge até além da rodovia nacional que liga Alexandrópolis com Feres. Do período bizantino ainda existem algumas ruínas de duas igrejas e dois ícones em mármore com relevos, ambos datáveis entre os séculos XI-XII. No centro do sítio está o edifício retangular conhecido como Hana, que teria sido construído entre 1370-1390 pelo paxá otomano Gazi Evrenos e funcionou como albergue para os transeuntes, e atrás dele há um complexo de termas abobadadas do século XVI. Outro edifício otomano atualmente em ruínas é um tekke localizado sobre a Colina de São Jorge, descrito em 1668 pelo viajante Evliya Çelebi, porém provavelmente construído cerca de 1361. Segundo a descrição de Evliya, ele atuou como convento da ordem dos dervixes bectachis, com 40 ou 50 membros, e abrigou viajantes e pobres. Tinha um moinho, que era uma atração famosa, e uma fonte, cujas águas ainda hoje são consideradas sagradas pelos muçulmanos. Atualmente há sobre as ruínas do tekke uma capela de pedra dedicada a São Jorge.